# Niklot
Niklot, né vers 1100 et tué en août 1160 au château de Werle près de Kassow en Mecklembourg, fut le dernier prince souverain de la confédération tribale slave des Abodrites qui régna de 1131 jusqu'à sa mort.

## Contexte
Sous le règne de son prédécesseur le prince Henri († 1127), les vastes domaines des Abodrites s'étendaient le long de la côte Baltique du comté saxon de Holstein à l'ouest jusqu'aux territoires des Ranes en Poméranie à l'est. En tant que souverain, Niklot succédera à Knud Lavard, prince danois, qui a été inféodé par Lothaire de Supplinbourg, duc de Saxe et roi de Germanie, et fut assassiné en 1131. Il doit toutefois partager la souveraineté avec le prince Pribislav, neveu de Henri, dominant les terres des Wagriens à l'ouest.
Niklot était un partenaire allié du comte Adolphe II de Holstein à qui il s'était soumis ainsi qu'à l'autorité suprême du duc saxon Henri le Lion en 1147. Toutefois, lors d'une querelle sur ses pillages le long des côtes danoises, il est mise au ban et, enfin, tué dans sa forteresse. Son fils Pribislav, rétabli dans ses droits par Henri le Lion en 1167, est considéré comme l'ancêtre de la maison de Mecklembourg.

## Famille
Niklot est d'origine inconnue, les chroniques de Helmold von Bosau et de Saxo Grammaticus passent cette question sous silence. En tout cas, la dynastie nationale des Abodrites avait disparu après la mort du prince Gotschalk en 1066 et la fuite de son fils Henri. Cependant, Niklot était un leader incontesté dans ses domaines propres ; il devait être un membre d'une famille noble la plus importante de la région.
Il est le père de trois fils:
- Pribislav Ier, le premier prince de Mecklembourg ;
- Vratislav, pendu sur instance de Henri le Lion en 1164 ;
- Prislav († avant 1175), comte (jarl) de l'île de Laaland pendant le règne du roi Valdemar Ier de Danemark ; il épouse vers 1159 la princesse danoise Catherine , fille de Knud Lavard, dont deux enfants: Knut, seigneur de Laaland (1160-1183), et Valdemar, seigneur de Laaland (1181-1192).

D'origine slave, Niklot fut l'ascendant des princes, ducs et grands-ducs de Mecklembourg, des comtes de Schwerin et des princes de Ratzebourg.

## Biographie

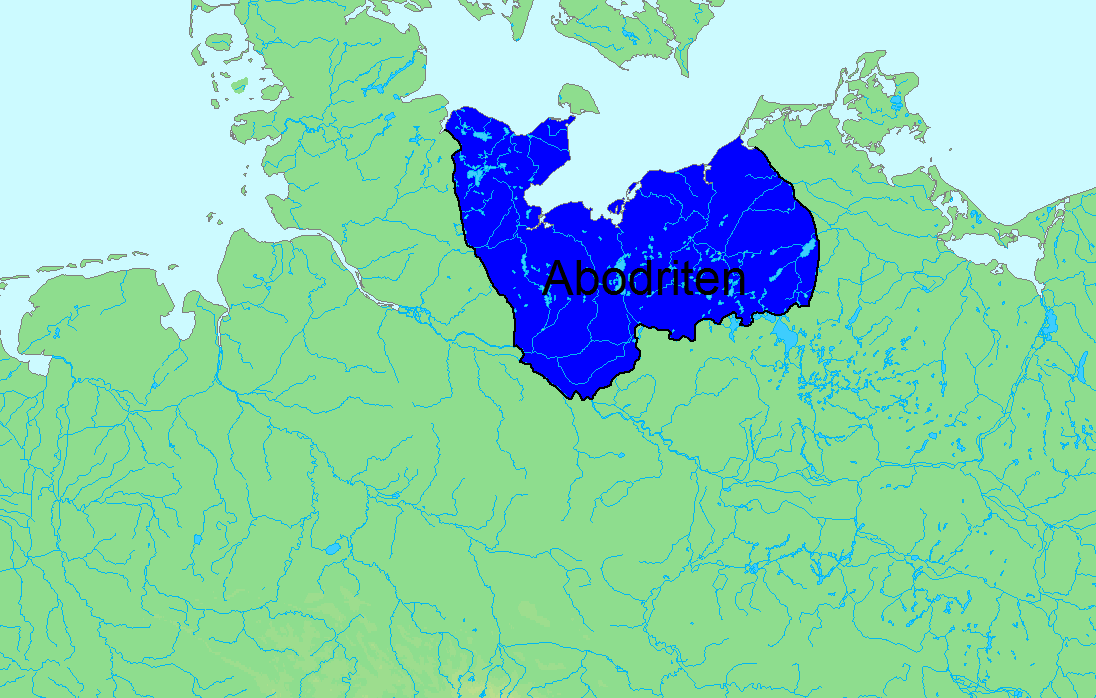
Les domaines des Abodrites et des Wagriens au début du XIIe siècle.

Pendant son règne, Niklot a essayé, de manière proactive et répétée, de résister aux exigences germaniques. Sa résistance débuta en 1129, à la mort du prince Henri, lorsque le roi Lothaire de Supplinbourg a tenté une nouvelle fois d'établir une seigneurie commune sur les terres des Abodrites à l'est du duché de Saxe et donna le territoire en fief à son protégé Knud Lavard, fils du roi Éric Ier de Danemark, contre le paiement d'une somme importante.
Afin d'exécuter ses droits, les troupes de Knud attaquèrent en Wagrie et Niklot les combattit avec le neveu du prince Henri, Pribislav. Tous les deux furent faits prisonniers et devront se soumettre, mais le prince danois partit pour le Danemark où il a été assassiné le 7 janvier 1131 dans la bataille pour la couronne. Après la mort de Knud, Niklot et Pribislav se partagent le territoire des Abodrites entre eux. Niklot reçoit la partie est régnant également sur les territoires des Chizinites et des Cirpanites.
Les années suivantes Niklot décide de reconnaître la suprématie saxonne. Il s'allie avec des nobles, comme le comte Adolphe Ier de Holstein pour affaiblir son rivale Pribislav. Après la mort de l'empereur Lothaire en 1137, il gouvernait ses domaines presque sans restriction.
En 1147, ses alliés, les Danois, les Polonais, les Tchèques s'allièrent pour entreprendre une croisade contre lui. Le royaume de Niklot surmonta cette attaque, mais des années plus tard, Valdemar Ier de Danemark et Henri le Lion conquirent l'ouest du pays des Obodrites. En 1160, les deux souverains décidèrent de lui livrer bataille. En août 1160, Niklot Ier fut tué à Bützow, les Obodrites perdait leur prince et leur liberté. Son fils Pribislav se convertit au christianisme, en 1167, il peut recouvrer l'héritage de son père.